# الصياح (الحيمة الداخلية)

تعديل مصدري - تعديل

الصياح هي إحدى قرى عزلة الأحبوب بمديرية الحيمة الداخلية التابعة لمحافظة صنعاء، بلغ تعداد سكانها 537 نسمة حسب تعداد اليمن لعام 2004.